# Miami Tango Soccer Club
O Miami Tango Soccer Club é um time americano de futebol  de Miami, Flórida. O clube foi fundado em 1980. 
O Miami Tango SC jogou na Florida Soccer League desde 1980. 
Eles se juntaram a USISL PDSL em 1996, em 1998 disputaram a liga substituindo o Miami Breakers, que havia sido promovido para a D-3 Pro League . Para a temporada de 1999, a equipe disputou o USISL PDSL simultaneamente com o Breakers, que havia sido rebaixado após uma temporada. Em 2000, quando ficou claro que não havia mercado para duas equipes de Miami na PDL na áre e os Breakers permaneceriam, em 2001 o Miami Tango SC retornou à Miami Soccer League. 
Desde 2001, o time continua jogando na Miami Soccer League, membro da Florida State Soccer Association. Em 2004, o Miami Tango SC venceu a competição. 